# Stade du Bois-Carré
Stade du Bois-Carré – stadion piłkarski w Meyrin niedaleko Genewy, w Szwajcarii. Obiekt może pomieścić 1000 widzów. Swoje spotkania rozgrywali na nim piłkarze klubu Meyrin FC (w tym także w czasie swej gry na drugim poziomie rozgrywkowym). Pod koniec maja 2008 roku tuż obok obiektu oddano do użytku nowy Stade des Arbères, na który przenieśli się zawodnicy Meyrin FC. Następnie zdemontowano stalową trybunę znajdującą się dotąd na starym stadionie, który de facto przekształcono w boisko boczne nowej areny.